# NGC 3448
NGC 3448 est une galaxie irrégulière située dans la constellation de la Grande Ourse. NGC 3448 a été découverte par l'astronome germano-britannique William Herschel en 1789.

## Caractéristiques
NGC 3448 présente une large raie HI.

### Distance
Sa vitesse par rapport au fond diffus cosmologique est de 1 528 ± 13 km/s, ce qui correspond à une distance de Hubble de 22,5 ± 1,6 Mpc (∼73,4 millions d'al).
À ce jour, deux mesures non basées sur le décalage vers le rouge (redshift) donnent une distance de 23,750 ± 1,061 Mpc (∼77,5 millions d'al), ce qui est à l'intérieur des valeurs de la distance de Hubble.

### Luminosité dans l'infrarouge
La luminosité de la galaxie NGC 3448 dans l'infrarouge lointain (de 40 à 400 µm)  est égale à 9,12 × 109 {\displaystyle L_{\odot }} (109,96{\displaystyle L_{\odot }}) et sa luminosité totale dans l'infrarouge (de 8 à 1 000 µm) est de 1,15 × 1010 {\displaystyle L_{\odot }} (1010,10{\displaystyle L_{\odot }}).

## Paire de galaxies en interaction, Arp 205
NGC 3448 en compagnie de PGC 32740 (UGC 6016) figure dans l'atlas des galaxies particulières de Halton Arp sous la cote Arp 205. Arp présente cette galaxie comme un exemple de galaxie ayant éjecté de la matière de son noyau, en l'occurrence l'autre galaxie (UGC 6016) visible sur l'image. Notons que la vitesse radiale de UGC 6016 est de 1 493 km/s. Donc, cette galaxie est à peu près à la même distance que NGC 3448. La base de données NASA/IPAC indique que ces deux galaxies sont possiblement des galaxies du champ, ce qui signifie sans doute que cette paire de galaxie n'appartient pas à un amas ou un groupe et qu'elle est donc gravitationnellement isolée.

## Supernova
La supernova 2014G a été découverte dans NGC 3448 le 14 janvier 2014 conjointement par l'astronome amateur américain Patrick Wiggins (en) et par l'astronome japonais Koichi Itagaki. Cette supernova était de type IIL.